# Eduard Kaeser
Eduard Kaeser (* 1948 in Bern) ist ein Schweizer Physiker und Philosoph.

## Leben und Werk
Kaeser studierte theoretische Physik, Wissenschaftsgeschichte und Philosophie an der Universität Bern. Er war an der Kantonsschule Olten als Gymnasiallehrer für Physik und Mathematik und ist als Jazzmusiker und als freier Publizist tätig und veröffentlichte neben Büchern Essays und Artikel unter anderem in der Wochenzeitung, der Zeit, der Neuen Zürcher Zeitung und dem Online-Magazin Journal21. Er führte in Leib und Landschaft Gedanken Otto Friedrich Bollnows fort und schloss mit dem Titel Der Körper im Zeitalter seiner Entbehrlichkeit an den berühmten Aufsatz aus dem Jahr 1936 Das Kunstwerk im Zeitalter seiner technischen Reproduzierbarkeit von Walter Benjamin an. Er thematisiert Aspekte des Körper-Geist-Problems und beschäftigt sich mit der Rolle des Menschen in einer Welt der Informations- und Kommunikationstechnologie.

## Auszeichnungen (Auswahl)
- 2006: Erster Preis im Essaywettbewerb Ich arbeite, also bin ich[3]
- 2009: Spezialpreis für Essayistik der Literaturkommission der Stadt Bern[3]
- 2018: Cogito-Preis

## Schriften (Auswahl)
- Medium und Materie. Für ein komplementaristisches Konzept des menschlichen Körpers. In: Philosophia naturalis. Band 34. Klostermann, 1997, ISSN 0031-8027, S. 327.
- Leib und Landschaft. Für ein Naturverständnis «bei Sinnen». In: Philosophia naturalis. Band 36. Klostermann, 1999, ISSN 0031-8027, S. 117.
- Der Körper im Zeitalter seiner Entbehrlichkeit: Anthropologie in einer Welt der Geräte; Essays. Passagen Verlag, Wien 2008, ISBN 978-3-85165-858-3.
- Pop science: Essays zur Wissenschaftskultur. Schwabe, Basel 2009, ISBN 978-3-7965-2607-7.
- Kopf und Hand: von der Unteilbarkeit des Menschen. Manuscriptum, Waltrop 2011, ISBN 978-3-937801-64-3.
- Trost der Langeweile: die Entdeckung menschlicher Lebensformen in digitalen Welten. Rüegger, Zürich 2014, ISBN 978-3-7253-1016-6.
- Artfremde Subjekte. Subjektives Erleben bei Tieren, Pflanzen und Maschinen? Schwabe, Basel 2015, ISBN 978-3-7965-3432-4.
- Die Welträtsel sind nicht gelöst. Die Wissenschaft, das Unbekannte und das Geheimnis. Essays. Die Graue Edition, Zug/Schweiz 2017, ISBN 978-3-906336-71-8.
- Trojanische Pferde unserer Zeit. Kritische Essays zur Digitalisierung. Schwabe, Basel 2018, ISBN 978-3-7965-3881-0.
- Ich trotze, also bin ich. Philosophische Alltagsanfälle. Schwabe, Basel 2019, ISBN 978-3-7965-4043-1.
- Die Erde ist eine Keimträgerin. Lehren aus der Corona-Pandemie. Schwabe, Basel 2021, ISBN 978-3-7965-4374-6.
- Auf schiefer Bahn. Politische Essays zur Zukunft. Schwabe, Basel 2023, ISBN 978-3-7965-4871-0.
- Die Welt als Spiel und Ausbeutung. AQUINarte, Kassel 2025, ISBN 978-3-933332-17-2.